# 완안 오아속
완얀 오아속(完顏烏雅束, 1061년 ~ 1113년, 재위 1103년 ~ 1113년)는 여진 완안부의 추장으로 자는 모로완(毛路完)이다. 완안 핵리발의 맏아들이자 금 태조의 형이며, 금 말제의 조상으로도 알려져 있다.
요 청녕(淸寧) 7년 신축년(1061년)생으로, 건통(乾統) 3년(1103년)에 작은 아버지인 금 목종 완얀 잉게의 뒤를 이어 추장이 됨과 동시에 태사(절도사)를 습직했다.
이어 이듬해인 1104년 동여진에 있는 부락 중 복종을 하지 않는 부락을 쳐서 평안도 정주에까지 이르렀다. 이에 고려에서는 임간을 보내 쳤으나 성공하지 못하였고 다시 윤관을 보내어 화친을 맺고 돌아왔다. 그 후 1107년에 윤관이 다시 쳐서 평정하고 9성을 쌓아 지켰는데, 오아속의 간청으로 조공을 받기로 하고 9성을 내주었다.
사후인 1144년, 금 희종에 의해 강종(康宗)으로 추존되고 헌민공간황제(獻敏恭簡皇帝)라는 시호가 부여되었다.

## 가족관계
- 부왕 : 금나라 추존 황제 세조 완안 핵리발(世祖 完顏 劾里鉢, 1039 - 1092, 재위 1074 - 1092)
- 모후 : 익간황후 나라씨(翼簡皇后 拿懶氏, ? - 1085)
  - 동복동생 : 금나라 초대 황제 태조 완안 아골타( 完顔 阿骨打, 1068 - 1123, 재위 1115 - 1123)
  - 동복동생 : 금나라 제2대 황제 태종 완안 오걸매(完顔 吳乞買, 1075 - 1135,재위 1123 - 1135)

| 전 대 완안 영가 | 제9대 여진 추장 1103년 - 1113년 | 후 대 금나라 왕조 동복동생 완안 아골타 |